# Pratt & Whitney F135

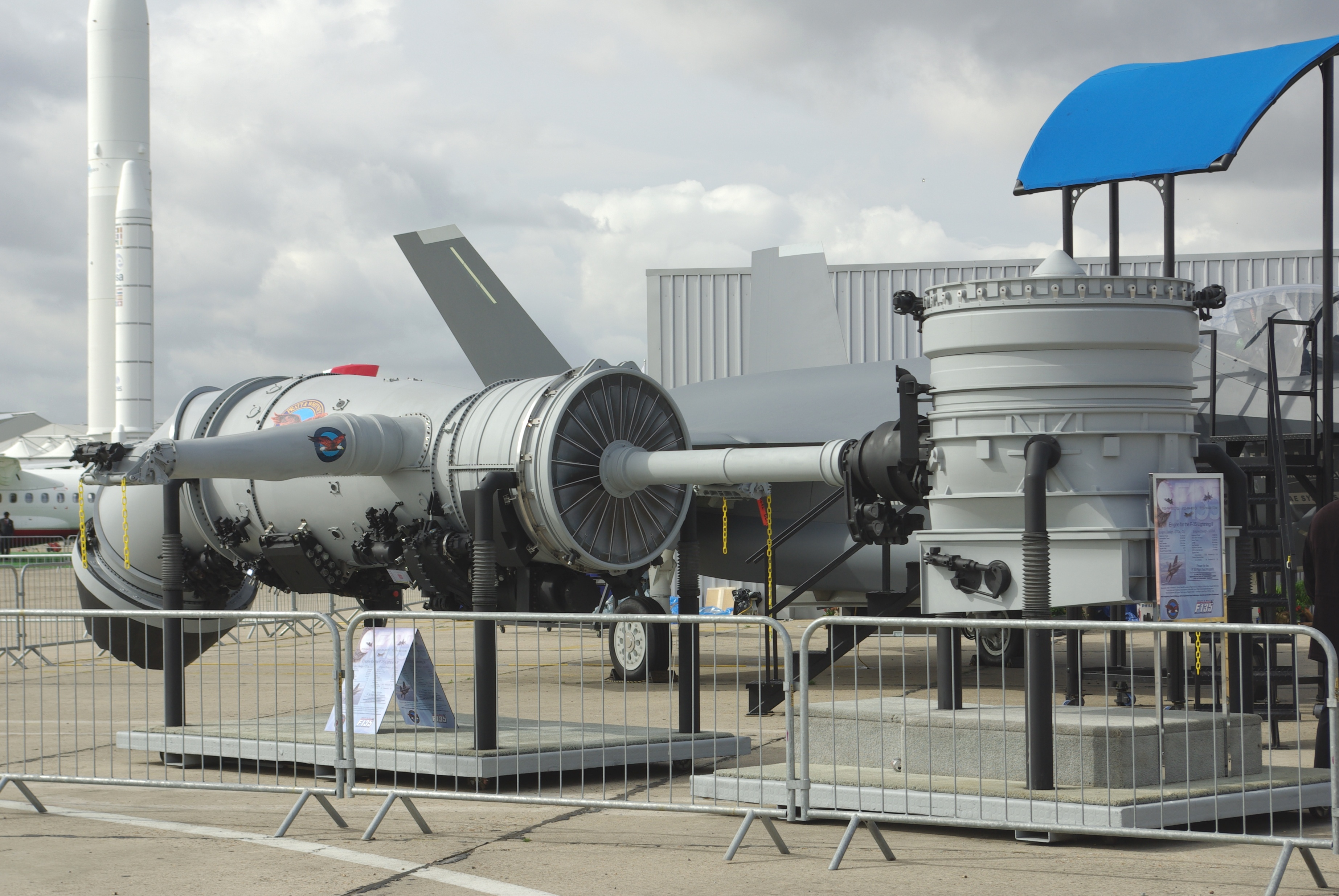
Das F135-PW-600 mit einem Rolls-Royce Lift System. Es wird in der F-35B verwendet. Hier auf der Pariser Luftfahrtschau im Jahr 2007.

Das Pratt & Whitney F135 ist ein Nachbrenner-Strahltriebwerk, speziell für die Lockheed Martin F-35. Das F135 gibt es bis jetzt in drei verschiedenen Versionen und auch als STOVL-Version. Das F135 wurde aus dem P&W F119, das in der Lockheed Martin F-22 Raptor verwendet wird, entwickelt.

## Varianten
- F135-PW-100: Wird in der F-35A verwendet. Die F-35A zählt zu den CTOL-Flugzeugen.
- F135-PW-400: Wird in der F-35C verwendet. Die F-35C zählt zu den STOL-Flugzeugen.
- F135-PW-600: Wird in der F-35B verwendet. Die F-35B zählt zu den STOVL-Flugzeugen.

## Daten
| Kenngröße       | Daten F135-PW-100                                                |
| --------------- | ---------------------------------------------------------------- |
| Typ             | Nachbrenner-Strahltriebwerk                                      |
| Verdichter      | 3-stufiger Niederdruckverdichter, 6-stufiger Hochdruckverdichter |
| Brennkammer     | kurze Ringbrennkammer                                            |
| Turbine         | 1-stufige Hochdruckturbine, 2-stufige Niederdruckturbine         |
| Länge           | 5,59 m                                                           |
| Gewicht         | 1701 kg                                                          |
| Maximaler Schub | 191,35 kN                                                        |